# Cause-Related Marketing
Cause-Related Marketing (CrM) beschreibt eine Art des Marketing, die die kooperativen Bemühungen eines Unternehmens und einer Non-Profit-Organisation zum gegenseitigen Nutzen in den Mittelpunkt stellt. Der Begriff wird teilweise sehr breit und allgemein auf jede Art von Marketing-Aufwand für soziale und andere wohltätige Zwecke, einschließlich der Inhouse-Marketing-Bemühungen von gemeinnützigen Organisationen angewendet. Cause-Related Marketing unterscheidet sich von Corporate Giving (Philanthropie), das eine bestimmte, zweckgebundene Spende, die steuerlich absetzbar ist, vorsieht dadurch, dass die Leistung an die kooperierende NPO im Rahmen einer Cause-Related Marketing-Beziehung selten in Form einer Spende erfolgt.

## Geschichte
Eine der ersten Cause-Related-Marketing-Kampagnen entstand 1976 durch eine Partnerschaft zwischen der Marriott Corporation und der Wohltätigkeits-Organisation March of Dimes. Marriotts Ziel war es, kostengünstig PR für die Eröffnung ihres 200-Hektar großen Marriott’s Great America in Santa Clara, CA zu generieren. March of Dimes auf der anderen Seite sah eine gute Gelegenheit, das eigene Fundraising zu verbessern. Die Maßnahme wurde gleichzeitig in 67 Städten im Westen der Vereinigten Staaten durchgeführt und als überaus erfolgreich bewertet.
Das Programm wurde von Bruce Burtch konzipiert. Burtch gilt als Urheber der Phrase „Do Well by Doing Good“. Diese war im Jahre 1977 seine Antwort an den CEO eines großen Unternehmens auf die Frage, wie er Ziel und Sinn seines Lebens definiere.
Eine weitere frühe Form einer Cause-Related-Marketing-Kampagne wurde 1979 von Rosica, Mulhern & Associates für Famous Amos Kekse eingeleitet. Im Rahmen dieser Kampagne wurde Wally Amos zum nationalen Sprecher der Literacy Volunteers of America. Nach Angaben der Organisation sensibilisierte Wally mehr Menschen für den Analphabetismus und seine Folgen als „jede andere Person in der Geschichte“. Diese strategische Maßnahme trug in erheblichem Umfang dazu bei, die Famous Amos Cookies Geschichte zu verbreiten und zu etablieren.
Die Prägung des Begriffs „Cause-Related Marketing“ wird American Express zugeschrieben. Gemeint war die öffentlichkeitswirksam in Szene gesetzte Unterstützung einer gemeinnützigen Organisation in bestimmten Regionen. Der Begriff diente der Beschreibung einer von American Express im Jahre 1983 initiierten Marketing-Kampagne, deren „Cause“ die Renovierung der Freiheitsstatue war. Für jede über eine American Express Card getätigte Transaktion spendete der Kreditkartenanbieter einen Penny zugunsten des Projekts – Der Restauration eines nationalen Symbols der Unabhängigkeit, der Freiheitsstatue. Über einen Zeitraum von vier Monaten wurden dem Projekt im Rahmen der CrM-Aktion 2 Millionen US-Dollar zur Verfügung gestellt. Die Zahl der über Kreditkarte getätigten Transaktionen stieg während dieser Zeit um 28 %.
Die Bedeutung des Begriffs Cause-Related Marketing hat in der Folge eine Verbreiterung erfahren, d. h., er bezieht sich heute auf eine größere Untermenge des Social Marketing. In den letzten Jahren ist Cause-Related Marketing zum Überbegriff für gemeinschaftlichen Einsatz eines Unternehmens und einer gemeinnützigen Organisation zur Erreichung eines gemeinnützigen Ziels geworden.

## Hintergründe
Laut einem von onPhilanthropy veröffentlichten Bericht, stieg das Marktvolumen in den Bereichen CrM und Sponsoring bezogen auf die amerikanischen Unternehmen in den letzten Jahren stark an, im Jahre 2008 lag das aggregierte Budget bei 1,52 Milliarden US-Dollar.
Cause-Related Marketing ist besonders im US-amerikanischen Raum ein leistungsstarkes Marketing-Werkzeug, das sowohl von Unternehmen als auch Nonprofit-Organisationen zunehmend genutzt wird. Nach von Cone Millennial betriebener Ursachenforschung im Jahr 2006 wären 89 % der Amerikaner (im Alter von 13 bis 25) bereit von einer Marke zu einer anderen Marke eines vergleichbaren Produktes wechseln, wenn diese Marke mit einer „gute Sache“ assoziiert würde. Die gleiche Studie zeigte auch, dass ein erheblicher Prozentsatz der Befragten es vorziehen würde, für ein Unternehmen zu arbeiten, das gesellschaftliche Verantwortung übernimmt.

## Effekte

### Positive
Zahlreiche Studien zeigen, dass Cause-Related Marketing dazu beigetragen hat, die Gewinne von Unternehmen zu steigern. Zum Beispiel hatte die American Express Kampagne einen Anstieg den Neukundenregistrierung um 17 % und eine 28%ige Erhöhung der Kartennutzung zur Folge.
Der mögliche Nutzen von Cause-Related Marketing für Non-Profit-Organisationen beinhaltet bessere Möglichkeiten, die gemeinnützige Organisation und deren Anliegen über Zuwendungen aus den größeren finanziellen Ressourcen eines Unternehmens zu fördern und eine erhöhte Reichweite, um die Allgemeinheit und weitere mögliche Unterstützer über die Kunden- und Mitarbeiterbasis des kooperierenden Unternehmens zu erreichen. Der mögliche Nutzen von Cause-Related Marketing für Unternehmen umfasst positive Öffentlichkeitsarbeit, verbesserte Kundenbindung und zusätzliche Marktchancen.

### Negative
Cause Marketing hat einen kleineren Effekt auf die Zufriedenheit des Konsumenten, als reguläre Spenden. Außerdem ist es unwahrscheinlicher, dass Personen, die bereits ein Produkt gekauft haben danach auch noch Geld direkt an wohltätige Organisationen in diesem Bereich geben, was sogar dazu führen kann, dass die Organisationen insgesamt an Mitteln verlieren.

## Rechtliches
Auch wenn von einer „Spenden“ die Rede ist, handelt es sich bei dem Cause-Related Marketing normalerweise nicht um Spenden im steuerrechtlichen Sinn, sondern um Sponsoring oder Lizenzverträge.
In Deutschland war das Cause-Related Marketing zunächst in mehreren Fällen als verbotene „gefühlsbetonte Werbung“ und somit als wettbewerbswidrig eingestuft. Zentrales Argument hierfür war vor allem der fehlende Sachzusammenhang zwischen dem „Guten Zweck“ und dem beworbenen Produkt. Mit dem Urteil des Bundesgerichtshofs vom September 2005 wurde allerdings klargestellt, dass ein direkter Bezug zwischen sozialem Engagement und beworbenen Produkt nicht erforderlich ist.

## Online-Cause-Related Marketing
Obwohl ursprünglich als Offline Marketing-Strategie konzipiert, wirkt Cause-Related Marketing in den letzten zehn Jahren mehr und mehr über Online-Kanäle. Dies ist zum Teil auf den zunehmenden Anteil der Haushalte mit Internet-Verbindungen zurückzuführen. Wie bei anderen Arten von Marketing-Kampagnen können Unternehmen ihre Online-Marketing-Kanäle zusammen mit anderen Offline-Kanälen wie Print-Medien kombinieren.